# 왕쭈셴
왕조현(중국어: 王祖賢, 병음: Wáng Zùxián 왕쭈셴[*], 영어: Joey Wong 또는 Joey Wong Cho-Yee, 1967년 1월 31일 ~ )은 중화민국의 배우이다.

## 생애
원적지는 중화인민공화국 안후이성 루안 시 수청 현이다. 중화민국 타이완 타이베이 출생으로 가족관계는 1남 2녀 중 막내이다. 1982년 아디다스운동복 광고모델로 데뷔를 했으며 1984년 첫 영화 "올해에 호반은 추울 것이다"로 영화 데뷔했다. 1985년에 홍콩으로 가고 1987년에 출연한 영화 《천녀유혼》으로 아시아에서 뜨거운 인기를 누렸다. 가수 제진과 실업가 임건악의 연애관계로도 유명하다. 그 중 임건악은 아내와 아들이 있는 유부남으로, 임건악과의 스캔들은 그에게 치명타를 주었다. 영화 '청사'가 개봉됐을 때, 홍콩에서는 별 큰 문제가 없었지만 타이완에서는 관객들이 이 영화의 관람을 보이코트하였다.
1994년 은퇴선언을 했으나 번복, 1997년 다시 복귀하여 영화 북경원인과 일본 드라마 몇 편에 출연했다. 그 뒤 한때 일본 진출설이 나기도 했으나 2002년 영화 《미려상해》(2004년 개봉)를 촬영한 후 캐나다로 건너가 현재 캐나다 브리티시 컬럼비아 주 밴쿠버에서 독신으로 거주하고 있다.

## 출연 작품

### 영화
- 1984년
  - 《올해에 호반은 추울 것이다》(왕조현의 사랑이야기) - 강약평 역
  - 《천지현문》(1992.7.4. 한국개봉)
- 1985년
  - 《재건칠일정》(7일간의 사랑,이동승) - 조아 역
  - 《천관사복》(이동승) - 경요 역
  - 《타공황제》(허관결) - 메이 역
- 1986년
  - 《의개운천》(에스케이프걸, 주윤발/여방) - 공선 역(1987 한국개봉, 2014.5.15 재개봉)
  - 《심동》(왕조현의 연애일기) - 조아 역
  - 《우연》(장국영/매염방) - 줄리아 역
  - 《살천2인조》(공처2인방, 주윤발/종진도/매연방) - 소현 역(1989.2.4 한국개봉)
  - 《벽력대나팔》(홍금보/장학우) - 조엔 역
  - 《괴귀착》(고려홍) - 구적 역
- 1987년
  - 《위사리전기》(허관걸/적룡) - 백소 역
  - 《홍콩소저사진》（인형의 행복, 등광영）- 이천용　역
  - 《천녀유혼》（장국영/우마) - 섭소천 역(1988.7 한국개봉)
  - 《표착삼》(종진도/홍금보)
- 1988년
  - 《중일남북화》(종진도) - 조안 역
  - 《금장대주전》(장학우/종초홍/엽동)
  - 《화중선》(원표/왕조현/우마) - 모츄 역
  - 《장단각지연》(주윤발/이지/황점) - 메이 역
  - 《몽과계》(장학우/오대위)
  - 《대장부일기》(주윤발/엽천문) - 조아 역
  - 《성시특경》(대행동, 이자웅)
  - 《법중정》(임준현/만자량/정유령) - 조아 역
- 1989년
  - 《반금련지전세금생》(임준현/증지위) - 반금련/선옥련 역（한국개봉）
  - 《합가환》(미스터코코넛, 허관문/허관영/황백명)
  - 《도신 - 정전자》(주윤발/유덕화) - 진 역
  - 《도시렵인》(만자량/오가려)
  - 《방초비연천》(제진)
  - 《살수호접몽》(살수특급, 종진도/양조위) - 아랍 역
  - 《경혼기》(경천대모살, 임청하/왕소봉/이미봉/이자웅) - 군/Cat 역
  - 《타공광상곡》(신의 선물, 임억연/정유령)
  - 《비약영양계》（한국개봉）
- 1990년
  - 《도시살성》(자탄혈전, 장학우) - 조이 역
  - 《무명가족》(임준현)
  - 《만화기협》(오대위)
  - 《혈세홍화정》(임준현/막소총)
  - 《천년여요》(장학우/엽운의) - 용옥의 역
  - 《천녀유혼 2 : 인간도》(장국영/장학우/이가흔) - 청풍 역
  - 《마등여래신장》(무림지존, 유덕화/진백상/매소혜) - 운라공주 역
  - 《낭만살수자유인》(자유인, 임달화)
  - 《살수무명》(장학우)
  - 《아영》(선립문) - 아영 역
  - 《동방노호》(선립문)
- 1991년
  - 《추일》(장학우/장민) -설 역
  - 《천녀유혼 3 : 도도도》(양조위/장학우/이지) - 소탁 역
  - 《마화정》（양조위) - 조현 역
  - 《천인참》
  - 《호문야연》(장학우/장만옥/장국영/주성치)
  - 《천지현문》(임정영/양가휘) - 사사 역
  - 《친자문생》(유덕화/장요양)
  - 《천년영호》(이위강/우마) - 호설희 역
- 1992년
  - 《묘가십이소》(유덕화)
  - 《도성대형》(유덕화/구숙정)
  - 《시티헌터》(성룡/구숙정)
- 1993년
  - 《영양법왕》(홍금보/정소추) - 유풍 역
  - 《카레고추치즈햄》(장위건/증지위/오맹달)
  - 《수호전지영웅본색》(양가휘/유청운)(한국개봉)
  - 《동성서취》(임청하/장만옥/양조위/양가휘/유가령)
  - 《동방불패2 풍운재기》(임청하) - 설천순 역
  - 《신 유성호접검》(양자경/양조위/증자단) - 소접 역
  - 《청사》(장만옥/오흥국/조문탁) - 백소정 역
  - 《유아독존》(막소총/임준현)

- 1998년
  - 《북경원인》(Naodo Ogata) - 종미 역
- 2001년
  - 《유원경몽》(미야자와 리에/다니엘 우) - 영란 역
- 2004년
  - 《미려상해-상하이 스토리》(고미화, Zhenyao Zheng)

### 텔레비전
- 1991년 드라마《홍콩에서 온 여자》（Shinji Yamashita）
- 1996년 예능《아시아스타》（Shingo Katori）
- 1998년 드라마《세기말의 시》(Yutaka Takenouchi)

### 음반
- 1992년 3월 11일 일본어싱글《永遠に抱きしめて》，일본SONY발행
- 1997년 12월 3일 일본어싱글《Who are you?》，일본avex trax발행
- 1998년 3월 11일 일본어음반《Angelus》，일본avex trax발행
- 1998년 3월 19일 중국어음반《Isolation》，대만 상화음반 발행

### 한국 방문
- 1986년 아시아태평양영화제 참가
- 1989년 6월: 해태  크리미 음료 광고 촬영
- 1990년 7월: 영화 《천녀유혼2》 홍보
- 1993년 5월: 영화 《수호전지영웅본색》 홍보

### 예능 프로그램
- 1990년 7월 21일 KBS《연예가중계》
- 1992년 11월 6일 SBS《독점! 연예정보》
- 1993년 5월 22일 SBS《주병진 쇼》
- 1993년 5월 22일 SBS《독점! 연예정보》
- 1993년 5월 22일 MBC《특종! TV 연예》
- 1993년 5월 23일 MBC《일요일 일요일 밤에》
- 1993년 5월 28일 MBC《결정! 최고 인기가요》
- 1993년 5월 22일 KBS《토요대행진》